# Pachnodus velutinus
Pachnodus velutinus foi uma espécie de gastrópodes da família Enidae.
Foi endémica da Seychelles.